# アオザル
アオザル(Cercopithecus mitis)は、オナガザル科に分類される霊長類。アフリカの森林に広く分布するグエノン。複数の亜種が存在し、そうした亜種のなかには独立種もいると考えられる。

## 分布
ブルンジ、ルワンダ、エスワティニ、モザンビーク、マラウィ、南アフリカ東部、ソマリア、ジンバブエ東部、タンザニア、アンゴラ西部と東端、エチオピア南西部、ケニア西部、コンゴ民主共和国東部から南西部と北東部、ザンビア北部、南スーダン南部、ウガンダに分布する。回廊林、ウッドランドサバンナ、低地性の常緑熱帯雨林、水辺林、山地林、半落葉林に生息する
。

## 形態
体長は、雄が39-71 cm（センチメートル）、雌が2.7-5.4cm。尾長は54-95cm。体重は、雄が5.9ｰ9kg（キログラム）、雌が2.7-5.4kg。全身が青みがかった灰色を基調とした毛色。

## 生態
果実を主食とし、若葉、成熟葉、昆虫、花、つぼみ、種子を食す。また、カエルやネズミなどを食べることも知られている。樹上性が強く、地上に降りることがほとんどない。１年を通じて出産は観察されているが、調査地ごとに出産時期のピークが異なる。天敵は猛禽類やチンパンジーなどで、おとなの雄が大きな警戒音を発する。

## 亜種
さまざまなタイプが知られており、これを亜種や種にする議論が続いている。体毛の色や模様はタイプによってさまざまである。
- Cercopithecus mitis albogularis
- Cercopithecus mitis boutourlinii
- Cercopithecus mitis elgonis
- Cercopithecus mitis erythrarchus
- Cercopithecus mitis heymansi
- Cercopithecus mitis kolbi
- Cercopithecus mitis labiatus
- Cercopithecus mitis manyaraensis
- Cercopithecus mitis mitis
- Cercopithecus mitis moloneyi
- Cercopithecus mitis opitsthosticus
- Cercopithecus mitis schoutedeni
- Cercopithecus mitis stuhlmanni

など。

## ギャラリー

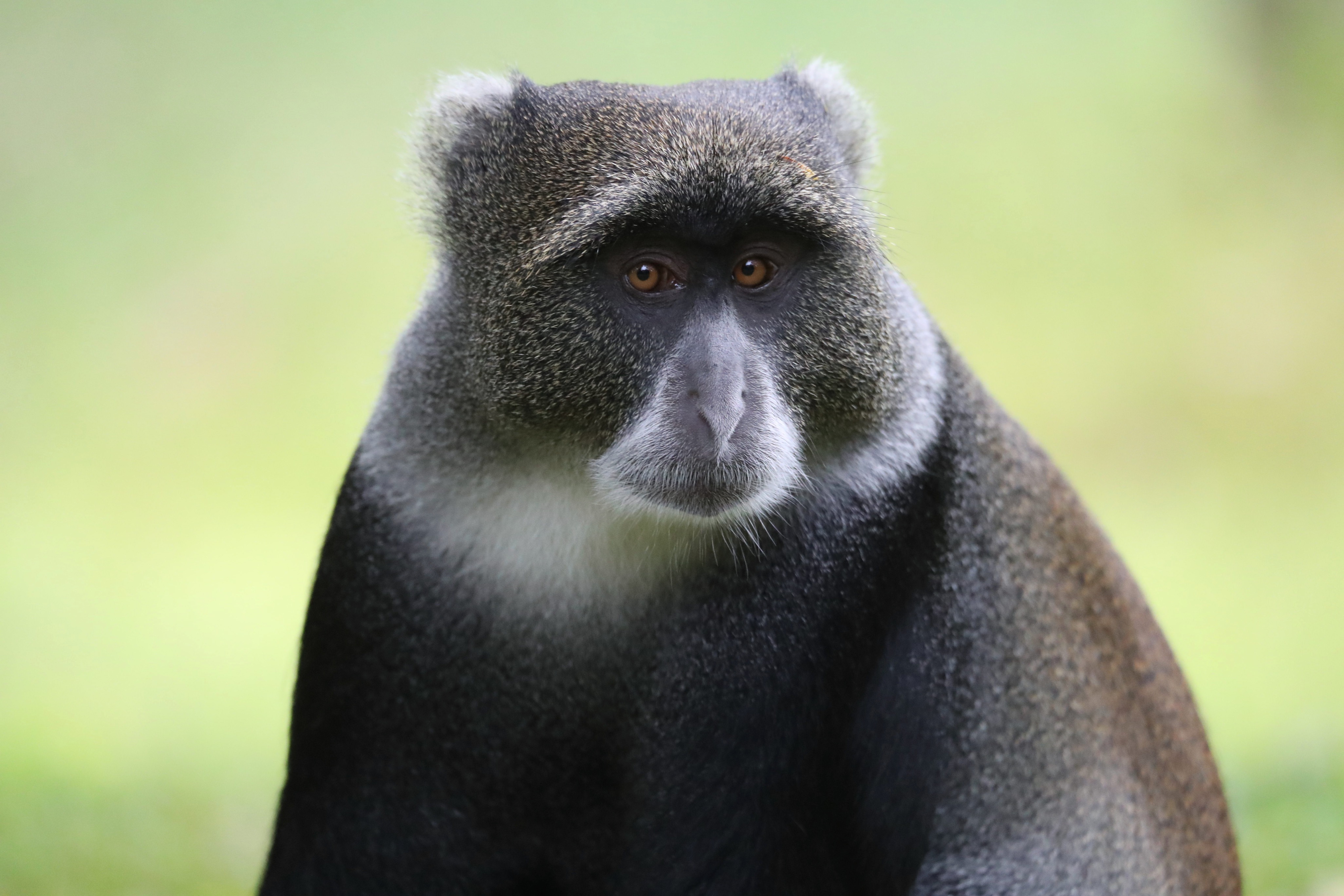
タンザニアの個体。
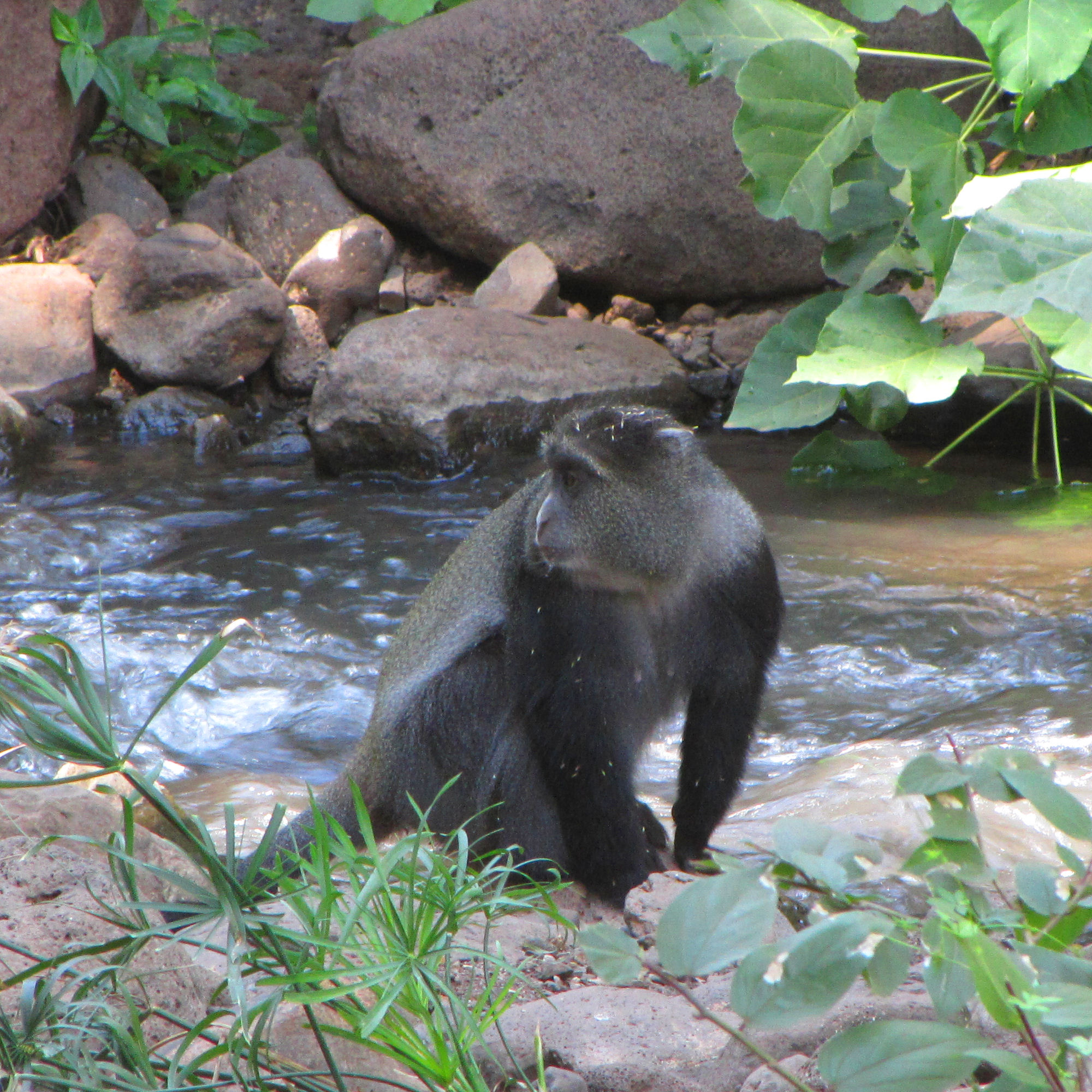
亜種 C. m. manyaraensis
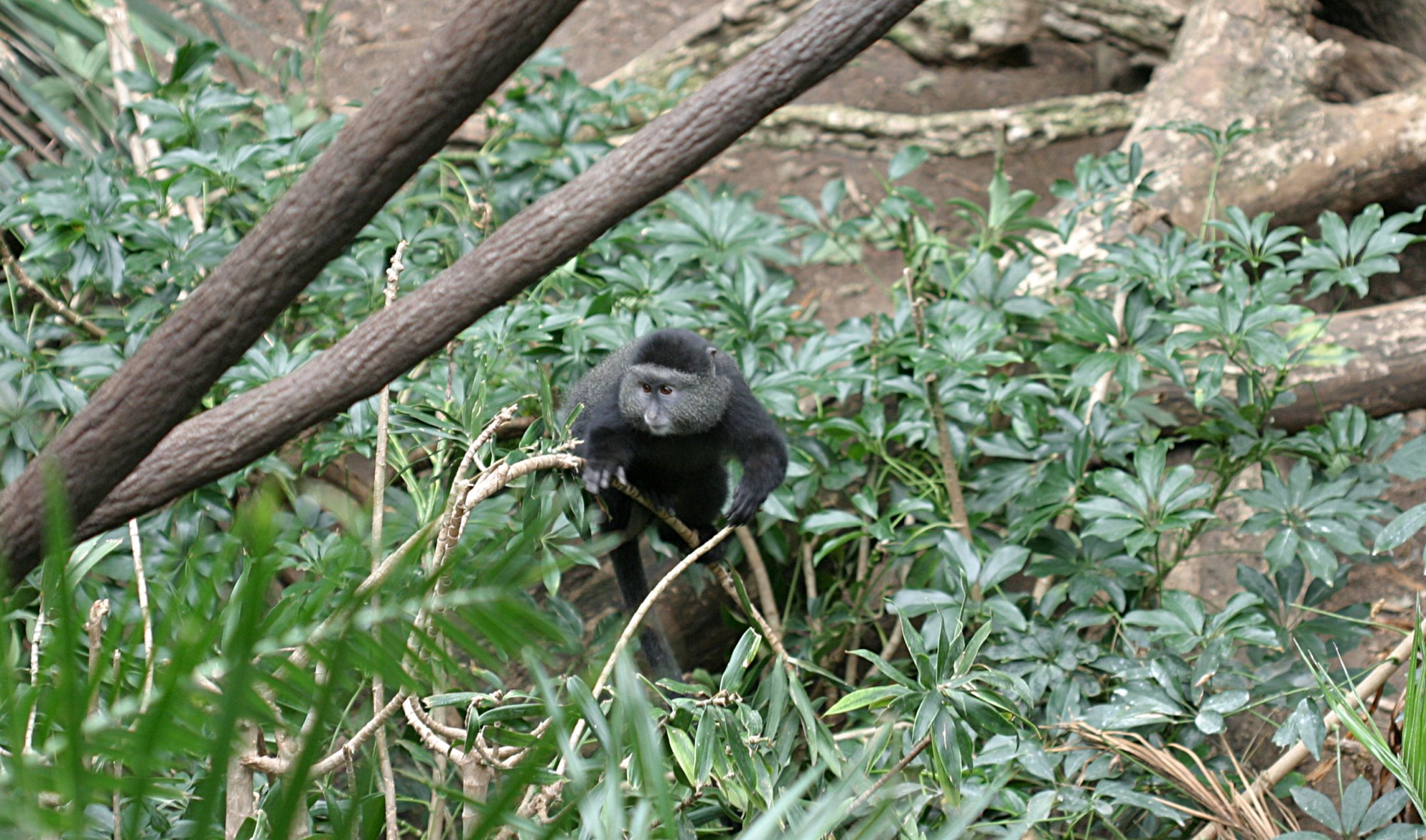
亜種 C. m. manyaraensis。ヘンリードーリー動物園での写真。
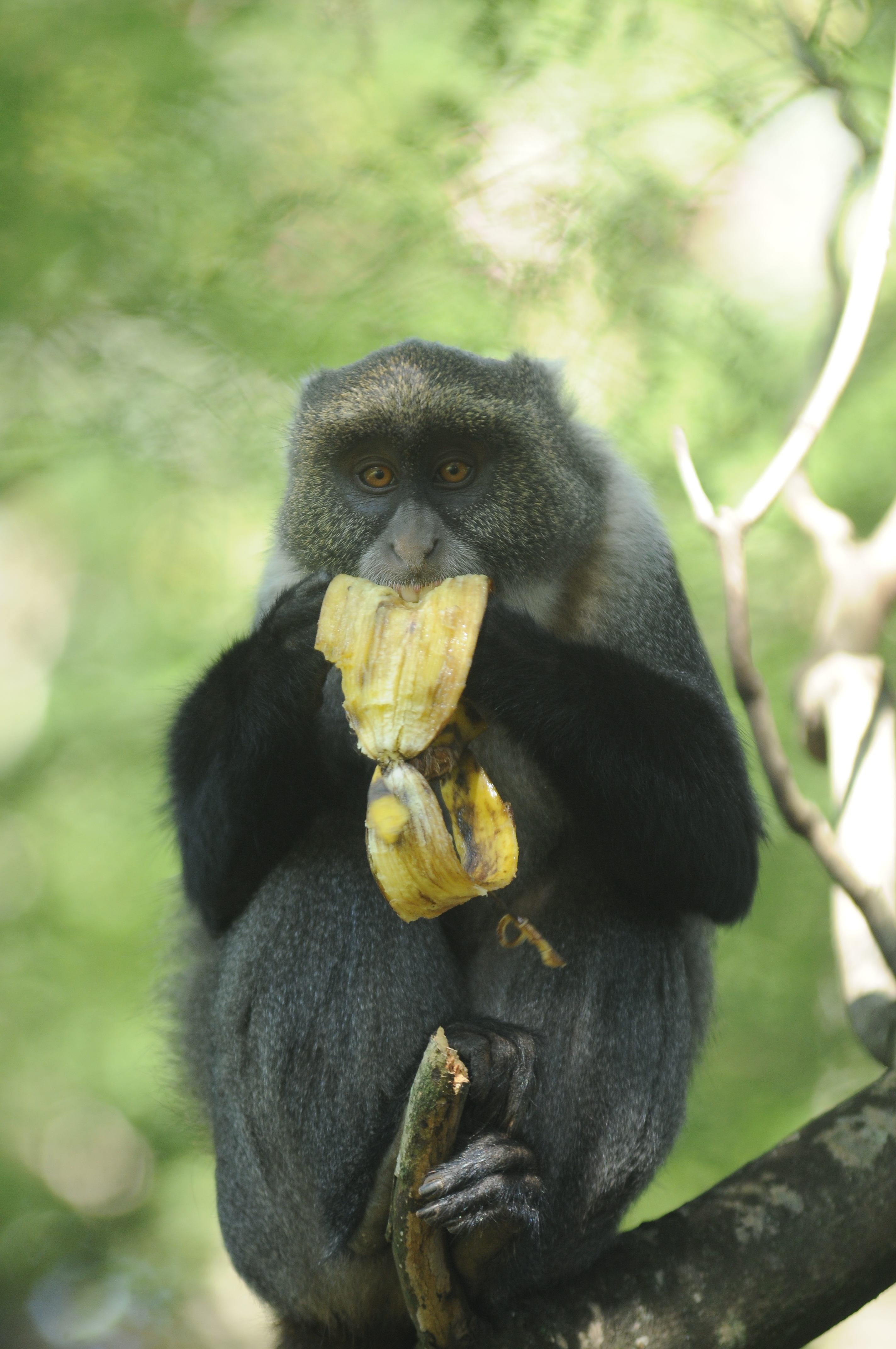
亜種 C. m. albogularis
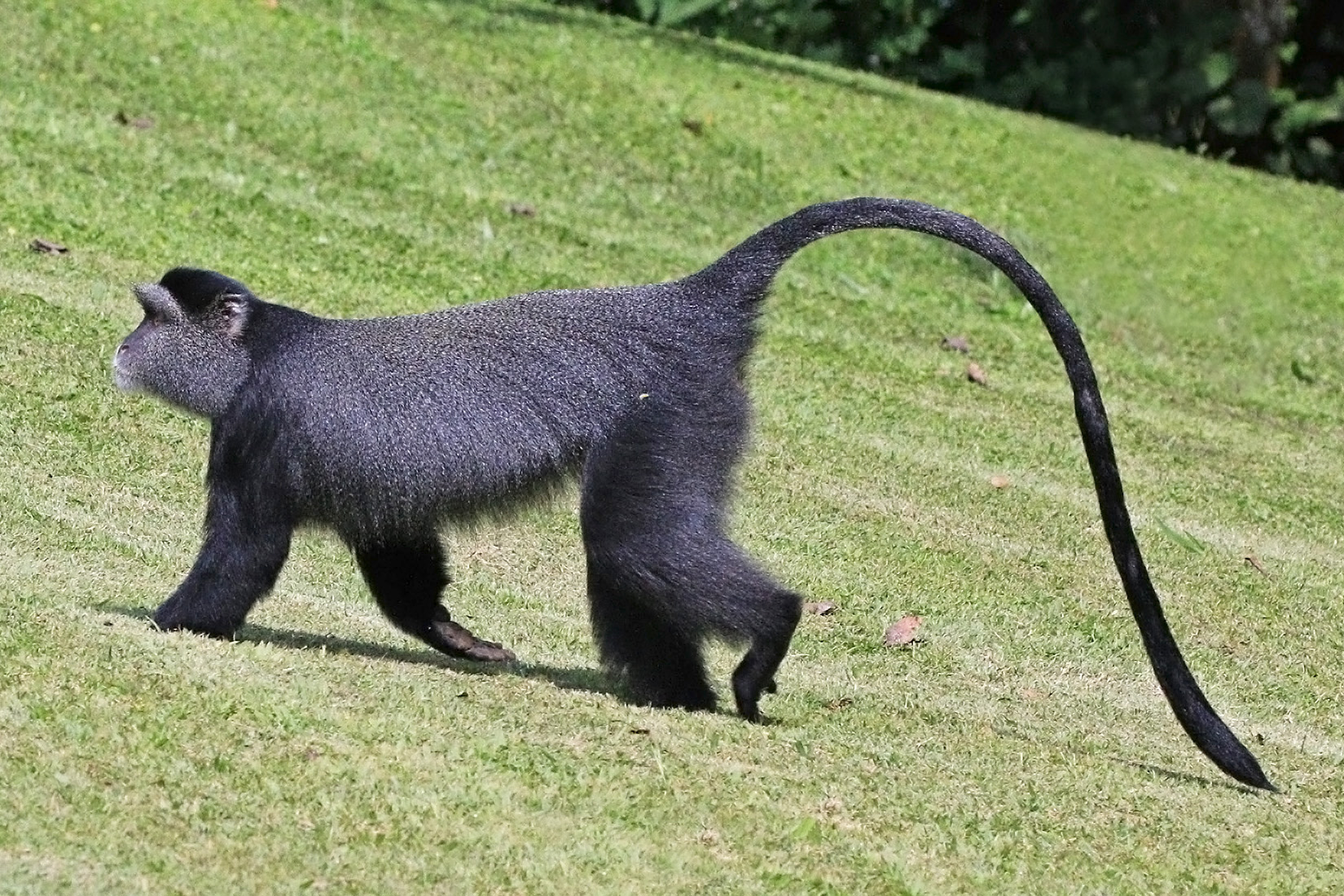
亜種 C. m. stuhlmanni
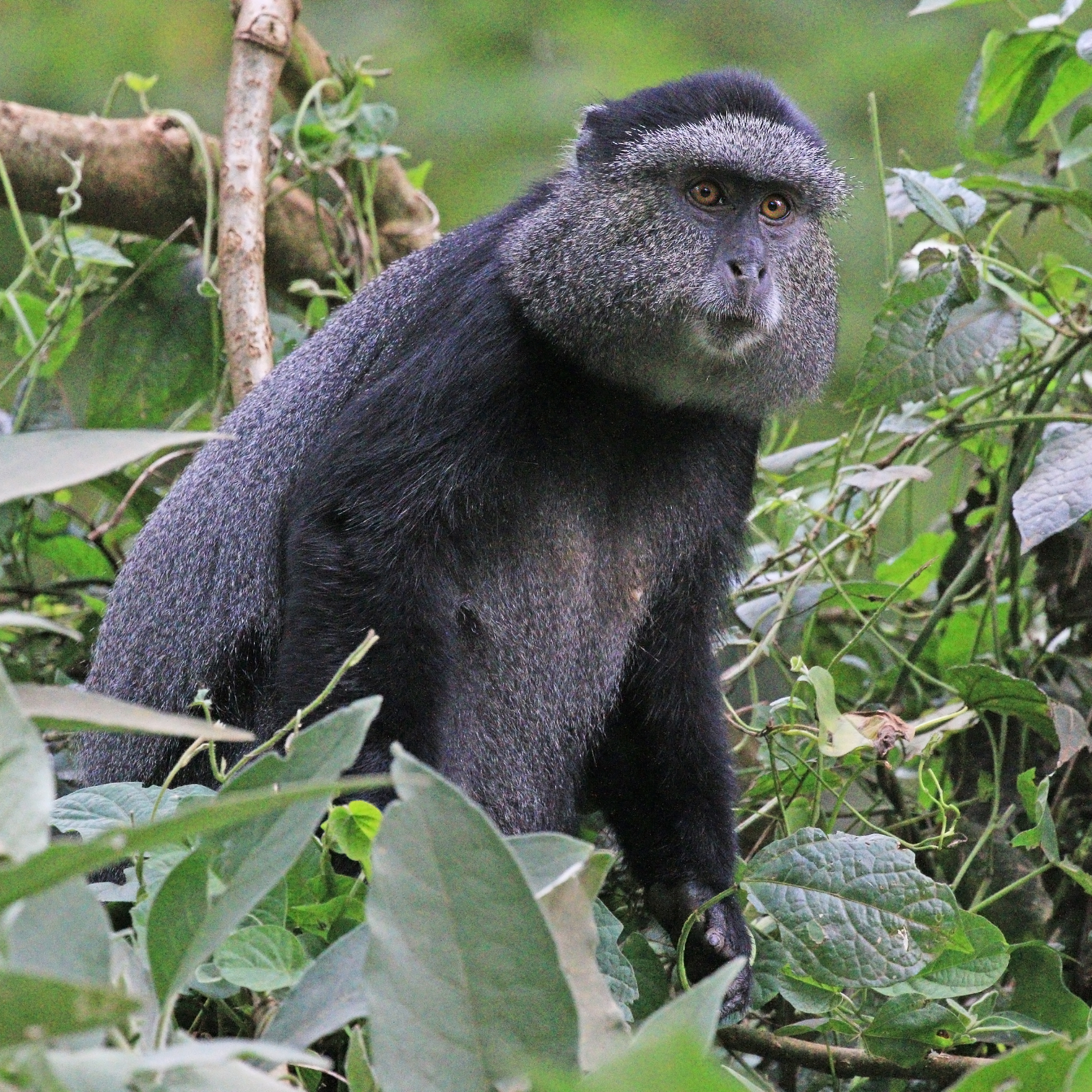
亜種 C. m. stuhlmanni。ケニアの個体。
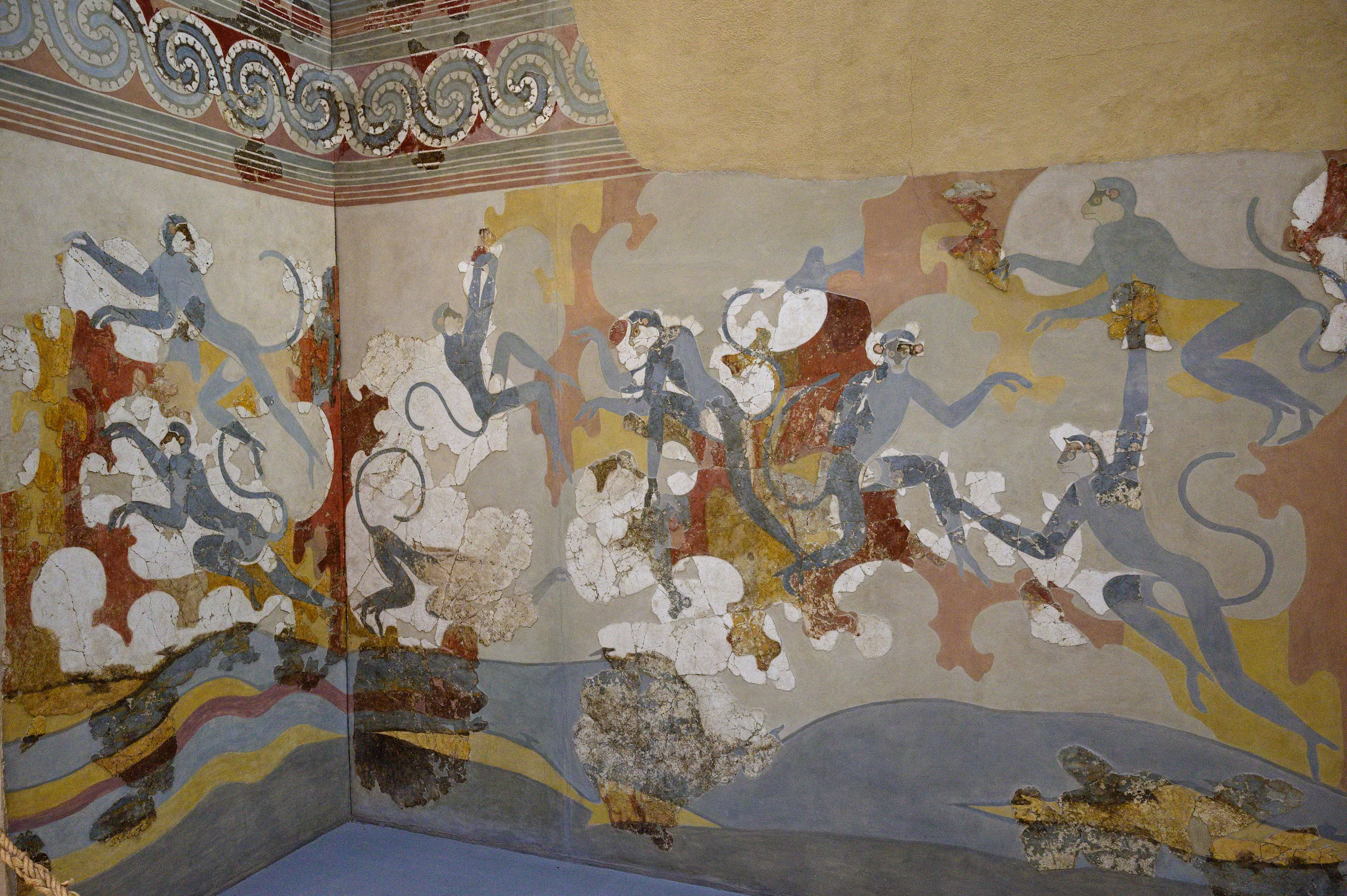
紀元前17世紀のギリシャの壁画。Museum of Prehistoric Theraに所蔵されている。
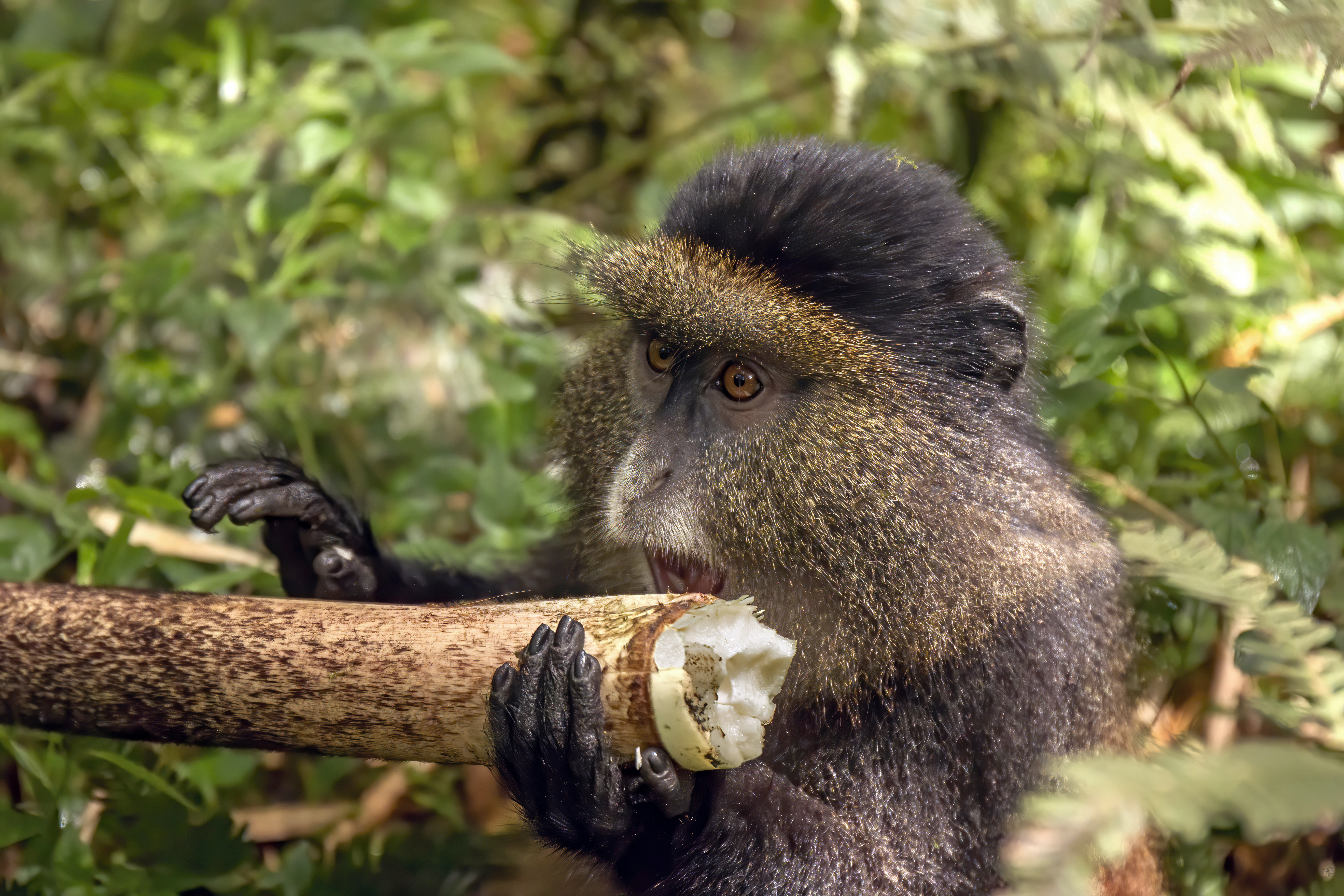
タケを食べる様子。ルワンダの写真。
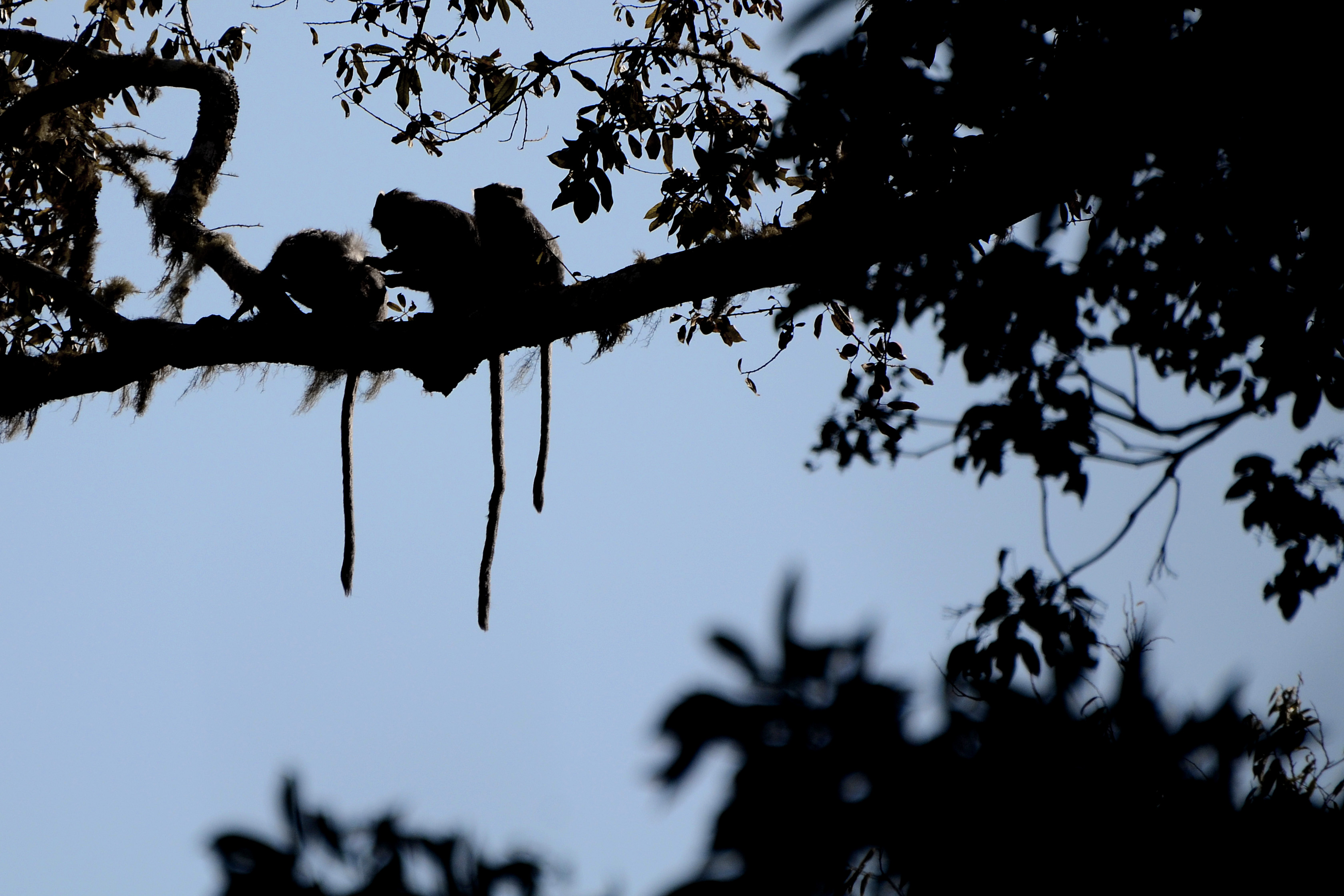
マラワィの写真。
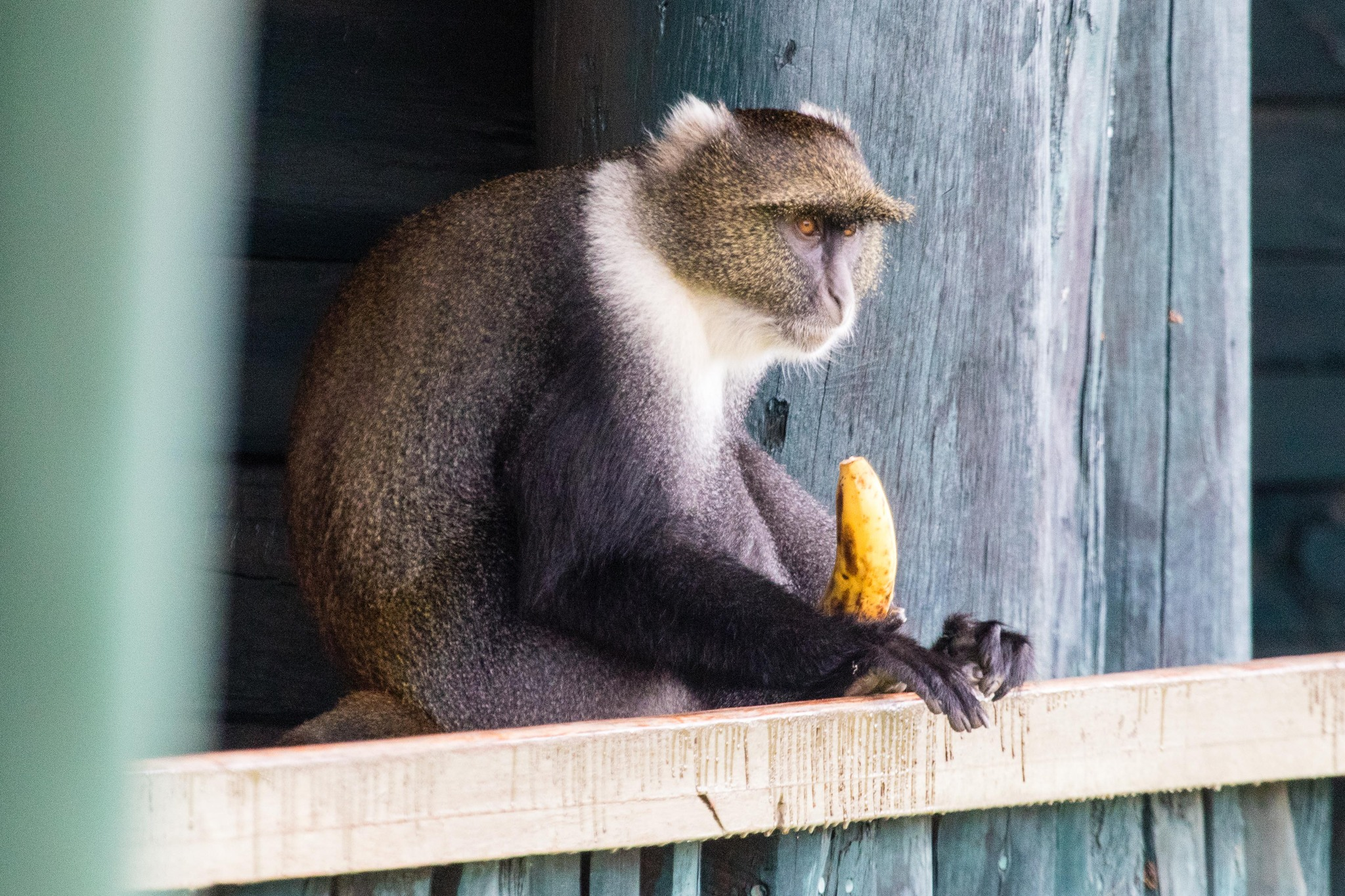
亜種 C. m. kolbi
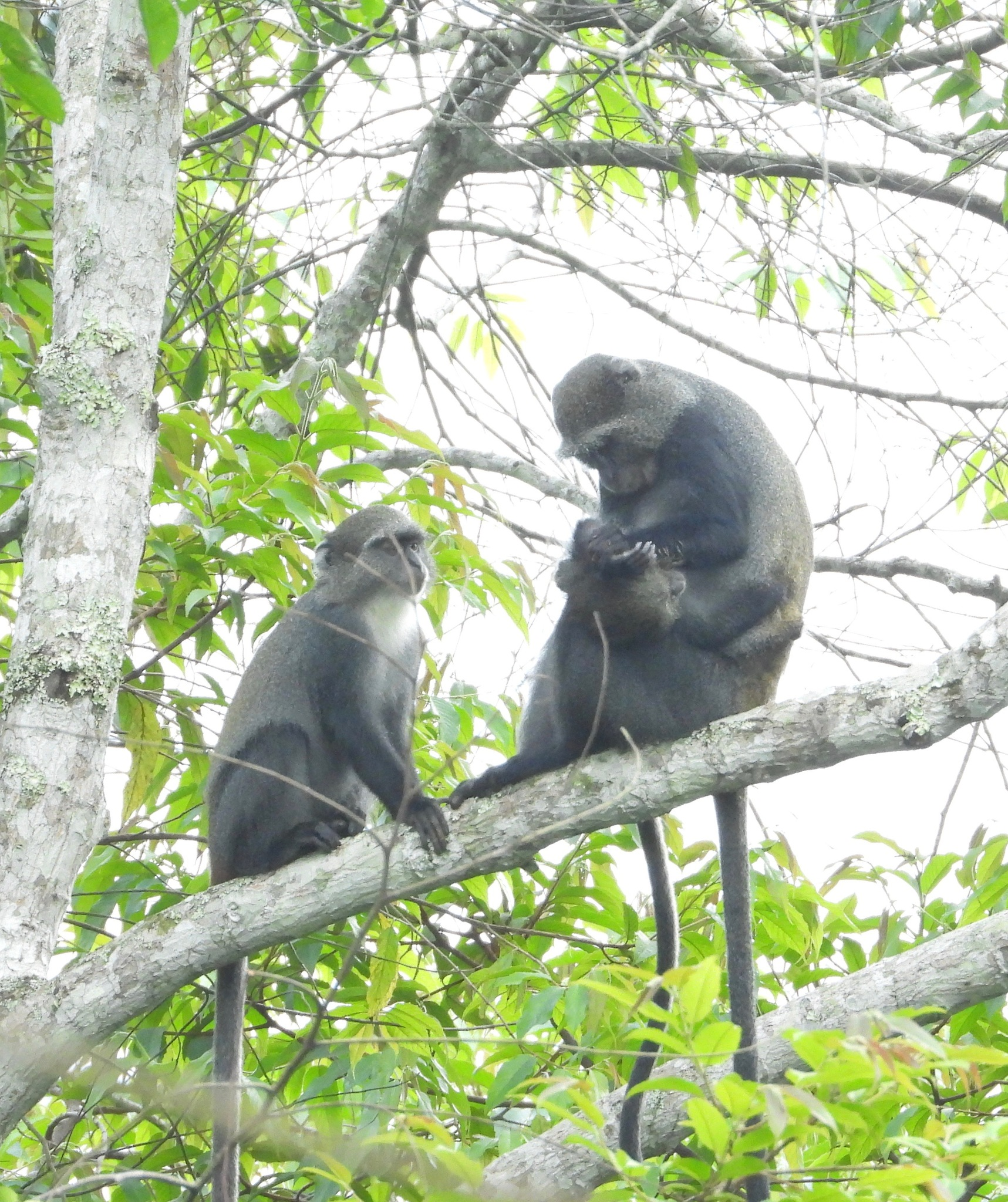
亜種 C. m. albogularis
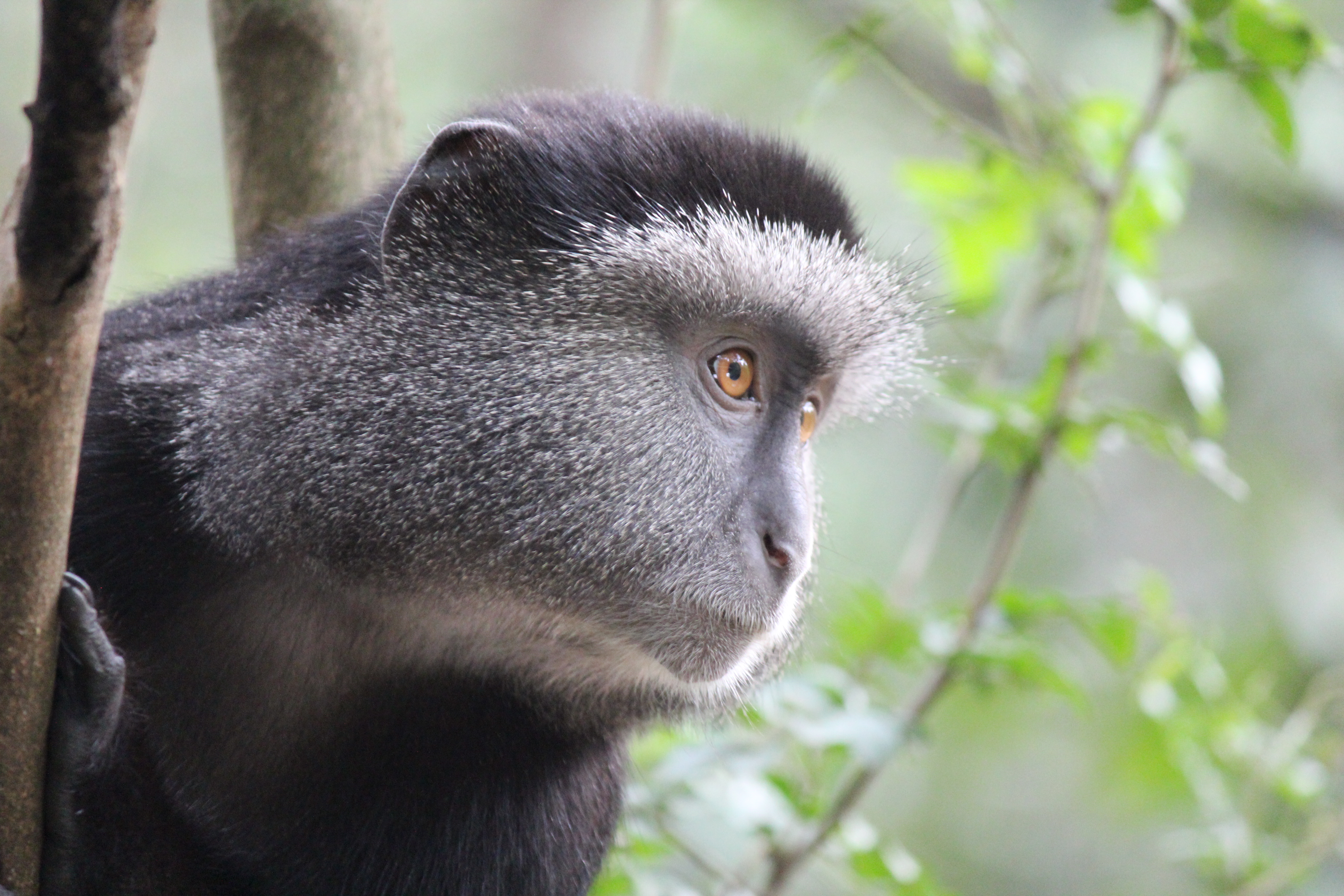
マサイマラ国立公園の写真。
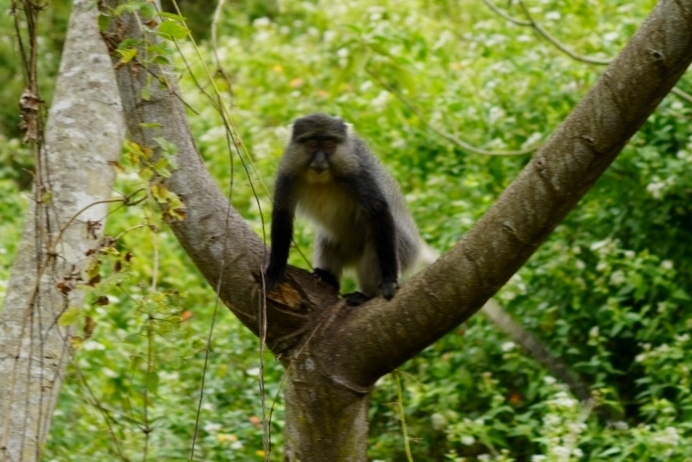
亜種 C. m. labiatus
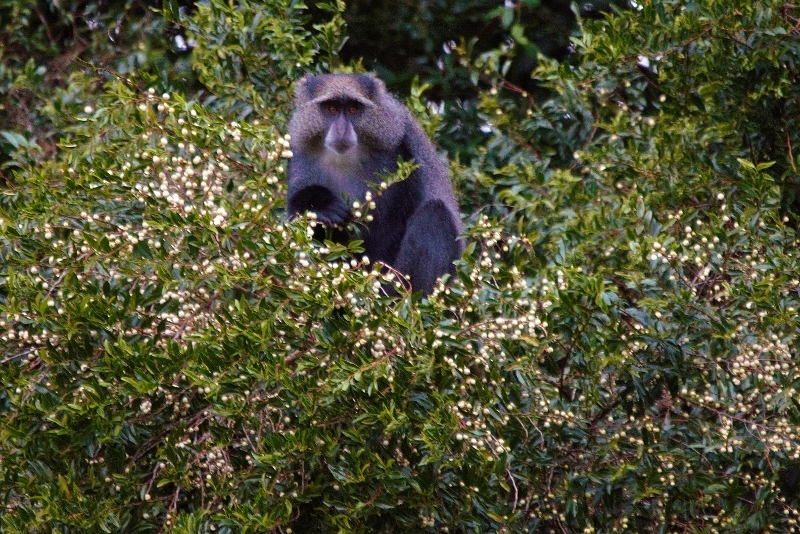
亜種 C. m. erythrarchus